# Indoiráni népek
Az indoiráni népek vagy 19. századi elnevezéssel árják az indoeurópai nyelvcsaládhoz tartozó indoiráni nyelveket beszélő népcsoport, amely a feltételezések szerint az i.e. 2. évezredben közép-ázsiai szálláshelyéről, feltehetően a Kaszpi-tengertől és az Aral-tótól északra levő kazah sztyeppéről, az andronovói kultúra területéről több hullámban keleti és nyugati irányba kirajzott.  Egyes elméletek szerint első vándorlásaik során több törzsük Európában lelt új hazára, ahol nyelvük a legtöbb európai népcsoport nyelvének alapvető sajátosságait határozta meg. Második hullámuk a 2. évezred közepén délkelet felé kiindulva meghódította az indiai szubkontinenst és Irán nagy részét, ahol kultúrájuk keveredése a helyi népek hagyományaival alapvetően átrajzolta a meghódított területek nyelvi, kulturális arculatát. A hagyomány szerint ősi vallásuk áldozati szertartásainak szent szövege, a Rigvéda, hamarosan egyike lett a hinduizmus legfontosabb forrásainak, a Védáknak. 

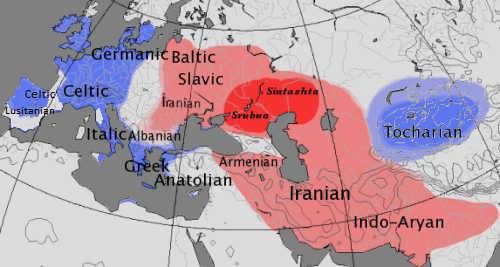
Az indoeurópai nyelvű népek Kr. e. 500-ban. Kék: kentum nyelvek, piros: szatem nyelvek

## Etimológia
A szanszkrit szó, „árja” jelentése „igaz”, „nemes” vagy „úriember” (Árja-Putra, Árjakanja stb). Ugyanakkor a védikus irodalomban ezzel a szóval nem jelöltek sem etnikumot sem faji vagy nyelvi fogalmat. 
Müller szerint az „árja” szó etimológiailag a szanszkrit „ar” (szántani, művelni) szóból ered. Ezért az árja azt jelenti, „termesztő”, vagy a földművelő. Ez az etimológia azonban ellentétben állni látszik azzal az elképzeléssel, hogy az árják vándorló nomádok voltak. Az indoiráni népek azonban az andronovói kultúra népeként nem voltak még nomádok, hanem letelepedettek. A lovas nomadizmus csak az i. e. 1. évezred elején alakult ki.  
V.S. Apte szanszkrit-angol szótára az árja szót az „r” tőhanghoz vezeti vissza, amelyhez előtagként adták az „a” hangot, hogy negatív jelentést adjanak neki. Éppen ezért az árja jelentése főnévként mester, úr, tanár, jelzőként pedig derék, becsületes, kiváló, valamint egyéb jelentései barát, munkaadó, após. 
Ma az árja elnevezés lényegében nyelvészeti fogalmat takar, amely az indoárja és iráni nyelvekkel (beleértve a núresztánit is) együtt alkotja az indoeurópai nyelvcsalád indoiráni vagy árja ágát. 
Maga a szó a 19. században került be az európai köztudatba, annak a téves feltételezésnek a kapcsán, hogy a szanszkrit nyelv volt az indoeurópai nyelvek őse. Ez a nézet elsősorban Adolph Picket elmélete volt, aki Írországot, és az íreket próbálta etimológiailag az árjákkal kapcsolatba hozni.  Ma már tudjuk, hogy a szanszkrit az indoeurópai nyelvek egyike, nem maga az indoeurópai alapnyelv, hanem az India északi részét meghódító indoárják nyelve.

## Az árja népvándorlás elmélete
A népvándorlás gondolata régészeti,  néprajzi és nyelvészeti kutatásokon alapul. Az árják migrációs elmélete szerint az árják vagy protoárják korábbi élőhelye Közép-Ázsia azaz nagyjából a kelet-iráni területek környékén lehetett, a régi Szogdia, Hvárezm, és Baktria területén, ezt megelőzően pedig az ettől északra fekvő szomszédos vidékeken, a Volgától keletre a sztyeppén és a Transzurál erdővidékén a mai Kazahsztán északi részén. Ezt az elméletet többek között az alábbi tények támasztják alá:
1. az andronovói kultúracsalád régészeti hagyatékának védikus jellege
2. A Dnyepertől keletre eső sztyeppei helynevek iráni eredete
3. Több kelet-iráni földrajzi név indoeurópai eredetű
4. Avesztai és óperzsa szövegeket is találtak, amelyek ősi indoeurópai eredetűek.

Az indo-árják a legtöbb kutató szerint i.e 2000 környékén hagyták el a proto-árja őshazát, két csoportra szakadtak, az első elérte Észak-Mezopotámiát, megjelent a Karakum sivatag környékén, tovább vándorolt a mai Észak-Afganisztánba, majd Irán felé, de a többség a Hindukust átlépve megjelent Indiában. 

### Az árják Iránban
Az általános vélemény szerint az iráni törzsek megjelenése az iráni fennsíkon és a szomszédos területeken lényegesen később történhetett, mint az indo-árják népvándorlása. A gyér történeti és régészeti bizonyítékok is arra utalnak, hogy számos törzsük keresztezte egymást, akik az ősi iráni nyelv eltérő dialektusait beszélték. A legkorábbi csoportok a "nyugati" irániak (médek, perzsák, pártusok), amelyek migrációját általában az i.e. 2. évezred (11. vagy akár 10. sz.) végére teszik. A pontos útvonal nehezen állapítható meg. Két lehetőség van: északra indultak, a Kaszpi-tenger felé, átkeltek a Kaukázuson és az Örmény-felföldön, majd délkeletre vonultak, azonban lehetséges útvonal az is, hogy közvetlenül az északi vagy északkeleti sztyeppéken keresztül vezetett vándorlásaik útvonala, és így jutottak a mai Irán területére, ahol a Zagrosz-hegység állta útjukat. Utolsónak a „keleti” iráni törzsek – szkíták, szarmaták, szakák, szogdok, hvárezmiek, jüecsik, hsziungnuk, baktriaiak – érkeztek, akik már a történelmi időkben telepedtek le a Margiana, Baktria, Arachosia és Balúdzsisztán határolta régióban és az eurázsiai sztyeppe- és sivatagi övezetben a Duna és Kína között. Az iráni árják őskori vándorlásainak részletei nem bizonyítottak, rendkívül talányosak, bár vannak régészetileg is megalapozott, kidolgozott feltételezések (pl. Kuzmina).  Történhetett ez kisebb csoportok szervezett beszűrődése, de akár tömeges vándorlás keretében is. Számos archaikus kultúra a közép-ázsiai sztyeppéken, amelyet alaposan megvizsgálták a szovjet régészek az elmúlt évtizedekben, lehet az indo-európai népek őshazája. Ezek közül az Andronovo-kultúrát ma már egyre inkább az indoiráni népek őseivel hozzák kapcsolatba.  

### Az árják Indiában
Az árják vándorlását követő elméletek szerint az első indo-árja népcsoport az i. e. 2. évezred közepén India északi részén (a Pandzsáb és a szomszédos régiók) hatoltak be a szubkontinensre, feltehetően a Hindukus hegységet átszelve, majd innen hódítottak tovább, miután legyőzték az őshonos népeket, a Rigvédában is említett Dásza vagy Dászju törzset. Nincs régészeti bizonyíték arra, hogy mely útvonalakon árasztották el Indiát, de feltehető, hogy a bevándorlók több hullámban telepedtek meg a régióban és némileg egymástól eltérő nyelvjárásokat beszéltek.  A védikus vallás, vagyis a vaidika dharma a véda birtokosaiként jellemzi az árja népcsoportot, akik világos bőrűek voltak, és a sötétbőrű, a szubkontinensen őshonos dravidákat az uralmuk alá hajtották. Az ősi hindu forrásokban, elsősorban a védákban nincs olyan utalás azonban, ami egy ilyen jellegű külső hódítást közvetlenül alátámasztana. Csaták és erődök bevételéről és Indra, a harcos isten dicséretéről szólnak az írások. India déli régiójában magasan fejlett kultúrát létrehozó dravidák, és az északi területeken a szanszkrit nyelvet beszélő védikus népek keveredése már az ősi szövegekben is tapasztalható, a Rigvédában és a későbbi védákban egyaránt, ám kétségtelen, hogy a két kultúra elkülönül egymástól.  A védikus írásokban visszatérő elemet, a fény és sötétség harcát sok kutató értelmezi úgy, hogy az valójában a sötét bőrű dravida népek, és az északi, világosabb bőrű szanszkrit nyelvű árja népcsoportok küzdelme. A hódítás korának maradéka a mai indiai kasztrendszer, ahol a Védák három fő kasztja, a brahmana, a ksatrija vagy rádsanja és a vaisja az árja eredetű világos bőrű papi, harcos és földművelő kasztot jelenti, míg a negyedik a súdra a sötét bőrű, nem árja, dravida vagy munda eredetű őslakókat.  Mindezeken kívül vannak az eredetileg rabszolga érinthetetlenek (pária vagy dali). A négy főkasztot jelentő szanszkrit varna szó jelentése is 'szín'.
Az 1910-ben felfedezett ősi indiai romvárosok (Mohendzsodaro, Harappa) úgy tűnt, bizonyítják a migrációs elméletet, hiszen ezek a mezopotámiai kultúránál is régebbi városok viszonylag rövid idő alatt néptelenedtek el i.e 1700 és 1500 között. Ezt a folyamatot az árja hódítás következményeként értelmezték, azonban a térségben végbemenő földrajzi változások is előidézhették ezt, például a védikus forrásokban fellelhető nagy folyó, a Szaraszvati kiszáradásának is szerepe lehetett a városok pusztulásában.  A régészeti kép még hiányos és ellentmondásos. A harappai művelődésben pl. a rá jellemző pecsétnyomókon nem találkozunk lóval, marhával viszont annál inkább. Az indoárjákra jellemző ló megjelenése az i. e. 2. évezred közepére keltezi az indoárja behatolást. Másrészt az agyagedények díszítéseinek vizsgálata és ezeknek a védákkal való összehasonlítása alapján korábban azt gondolták, hogy az indoárják már az i. e. 3. évezred végén megjelenhettek itt és a harappai H temető az indoárjáké lehet. Ma már azonban azt gondolják inkább, hogy a Rigvédába a harappai motívumok később kerültek be, az őslakossággal való összeolvadás után, ezzel színesítve a védikus hagyományt. 
Néhányan a indiakutatók közül úgy vélekednek, hogy az Indus-völgyi civilizáció a védikus kultúra egyik ágaként virágzott, és elképzelésük szerint ez volt az a civilizációs mag, amelyből a későbbi kulturális és nyelvi sokszínűség kifejlődött. 

## Az árja vallás és kultúra
A régi iráni szövegek (különösen az Aveszta legrégebbi részei) és az indiai Védák (elsősorban a Rigvéda vagy Rigvédaszamhita) közötti nyelvi hasonlóságok bizonyítják, hogy sokkal közelebb áll a két ősi nyelv egymáshoz, mint bármely más két indoeurópai nyelvcsalád. Ezek a hasonlóságok nemcsak a fonológia, morfológia, s az egyes szavak hasonlóságában mutatkoznak meg, hanem ezek származékain és sokszor egész mondatokon egyaránt. Egyúttal ezek a megfeleltetések azt is hangsúlyozzák, hogy a történelmük során nemcsak a nyelvi hovatartozás, hanem lelki és kulturális közösség is összefűzte a két árja ágat. Bizonyítást nyert, hogy a védikus és avesztai hagyományok közös gyökerekkel rendelkeznek. 
A történelmi időkben Iránban és Indiában számtalan közös eredetű hiedelem és szokás élt, hiszen a földrajzi és éghajlati viszonyok hasonlóak voltak mint a feltételezett proto-árja élőhelyen. Ez a homogenitás a két árja nép esetében a legvilágosabban vallási téren fedezhető fel, a mitológiában, a kultuszokban, és a mai napig tükröződik a legrégebbi és a leginkább archaikus szövegekben. Érdekes példája ennek az indo-iráni „Daiva” szó, amely megőrizte eredeti jelentését az óind nyelvben („Déva”=Isten), de már „démon” az iráni (avesztai: daēuua-, óperzsa: daiva) nyelvekben. A vallási reformok, ezen belül elsősorban a hinduizmus és zoroasztrizmus, többé-kevésbé fontos változásokat eredményeztek mindkét vallás fejlődése terén is. 
A proto-árja panteonban az istenek különböző karakterek, olyanok, akik természeti erőket (mint a nap, hold, víz, tűz, szél stb.) személyesítenek meg, és olyanok, amelyek elvont gondolatokat (mint a védikus Mitra, vagy avesztáni Mithra, nevének jelentése „isteni szerződés”). A kultikus, áldozati szertartások istenei is jelen vannak, például a „Tűz” (Agni a védikus, vagy Atar az avesztai) de szerepet kap a Rigvédából ismert, az indo-iráni eredetű „Szauma”, azaz védikus Szóma (avesztáni „Haoma”), amely eredetileg bódító ital, és a tűz kultuszával együtt fontos szerepet játszott az áldozati szertartásokban.
Az árják kultúrája rendelkezett költészeti hagyományokkal is. A papok által művelt vallási költészet kereteit szigorúan kötött képletek és metrikus szabályok segítségével alakították ki. A védák és az Aveszta korábbi, ősi himnuszokra és énekesekre is tartalmaznak utalásokat. 

## Az árja vándorlást tagadó nézetek
Az indoárják jelenléte a Közel-Keleten nem bizonyítja az elméletet, hogy a későbbi indiai indo-árják vándoroltak ezekbe a rendkívül nyugatra fekvő vidékekre.Sokan még kevésbé valószínűnek tartják (P. Kretschmer és újabban Trubachov), hogy indoeurópai törzsek telepedtek volna le a Fekete-tenger partján, mivel az erre vonatkozó érveket különböző nevek és földrajzi elnevezések megbízhatatlan és spekulatív etimológiái támasztják alá.  
Az árják indiai hódítását, illetve India védikus vallásainak külső (árja) eredetét többen vitatják.   

## Politikai vonatkozások
Az árja szó használatát nyelv és nép jelölésére Friedrich Max Müller vezette be, aki 1853-ban használta először az „Arya” kifejezést angol nyelvi környezetben, utalva egy bizonyos fajra és nyelvre.  A 19. századi kutatók tudományos régészeti feltárások híján a védákban, az ókori India és az indo-árják eredeti írásaiban látták elméletük igazolását.
A védikus írásokban visszatérő elemet, a fény és sötétség harcát sok kutató értelmezte úgy, hogy az valójában az északi, világosabb bőrű, felsőbbrendű, szanszkrit nyelvű árja népcsoportok küzdelme a sötét bőrű, elmaradott dravida népek ellen. Müller is elsősorban nyelvészeti alapon alakította teóriáját. 1888-ban, amikor árjákra vonatkozó elméletét több neves tudós, történész megtámadta, Müller a következő nyilatkozatot tette, ezzel megcáfolva saját elméletét:
„Kijelentem újra és újra, hogyha azt mondom árják, nem értek ez alatt sem vért, sem csontokat, sem hajat, sem koponyát, csak egyszerűen azokat, akik egy árja nyelvet beszélnek ... számomra egy etnológus, aki az árja fajról, az árja vérről, árja szemről és hajról beszél, ugyanúgy hibás, mint az a nyelvész, aki hosszúfejű szótárról vagy rövidfejű nyelvtanról beszél... ” 
Ez a nyilatkozat már megkésett. Politikai és nacionalista csoportok Németországban és Franciaországban felhasználták Müller munkásságát ahhoz, hogy faji jelenségként értelmezzék az árják térhódítását és széles körben propagálták a feltételezett fehér bőrű árja faj fölényét. Az árja hódítás és migráció elmélete később a hitleri Németország fajelméletének egyik kiindulópontja lett. 